# 許昆龍
許昆龍（1942年1月23日—2012年8月16日），一作崑龍，臺灣高雄市政治人物，為黨外運動的先驅，並以敢言及勇於挑戰國民黨威權體制的問政特色稱著，曾參與美麗島事件，許昆龍擔任高雄市議員，兩度擔任高雄市議會保安委員會召集人，爭取經費催生高雄市殯葬管理所的成立，獲得各界肯定；另在推動政治改革上，許昆龍擔任美麗島事件服務處主任，為地方政治革新貢獻良多，更是民主進步黨首任高雄市黨部主任委員，是高雄政壇早期舉足輕重的本土代表。其弟許崑源繼承兄長衣缽從政，但以無黨籍和國民黨籍參選，並登上議長寶座。

## 生平
父親許其養為地政士，常常無償幫助窮困者寫文件，甚至還掏腰包給這些窮苦人搭車回家，在大港埔赫赫有名，但英年早逝。
1979年《美麗島雜誌》創刊後，與陳菊一樣擔任過美麗島雜誌社高雄服務處副主任，楊青矗為主任。
1984年5月15日晚上，高雄西北幫人士籃炎祥、陳煌模、鄭偉泰、趙榮昌等十餘人到泰福閣酒家飲酒，因細故打傷酒女，許昆龍作為負責人，到場勸架，卻也挨打，於是將電梯關掉並報警。刑警林孟龍率義警黃福全、鍾靖雄前去處理，孰料黃福全、鍾靖雄都被籃炎祥等人射傷，林孟龍欲拔槍反擊時，當場中彈負傷，陳煌模隨即奪槍將他射死。新興分局警員黃日藤、義警歐明耀前來支援，黃日藤被射殺，歐明耀中彈倒地。此次事件，許昆龍因關閉電梯，阻止陳煌模、籃炎祥等人離開，造成警方傷亡，被判妨害自由罪，有期徒刑1年，褫奪公權1年，失去市議員資格，服務處逐漸由許崑源傳承衣缽；但許崑源一直沒有參選。
1988年3月20日美麗島受刑人黃信介與張俊宏出獄後，許昆龍跟黃天福、施性忠、邱茂男、傅文政、林宗男、吳祥輝等17人一起在國父紀念館宣誓加入民進黨，後許昆龍成為民進黨高雄市黨部首任主委。
1994年，許崑源以無黨籍身份參選高雄市議員。
許昆龍將為民服務的衣缽傳承予胞弟許崑源後，隱身於許崑源服務處，協助選民服務，但於1998年因中風，纏綿病榻，2012年8月16日，許昆龍病逝，享壽71歲。